# Jakobowsky und der Oberst (Film)
Jakobowsky und der Oberst (Originaltitel: Me and the Colonel) ist ein tragikomischer Schwarzweißfilm aus dem Jahr 1958. Die Handlung basiert auf Franz Werfels Theaterstück Jacobowsky und der Oberst und thematisiert das Verhältnis zwischen einem Juden und einem Oberst, die beide trotz anfänglicher Abneigung gegeneinander im Zweiten Weltkrieg zusammenhalten müssen, um zu überleben.

## Handlung
Im Paris des Jahrs 1940 ereilt den polnischen Juden Samuel L. Jakobowsky die Nachricht von der baldigen Besetzung Frankreichs durch die Deutschen. Er beschließt, Paris so schnell wie möglich zu verlassen. In dem Gasthof, in dem er gastiert, wohnen auch der polnische Oberst Thaddäus Prokoszny und dessen Begleiter Szabuniewicz. Da der Oberst von den Deutschen gesucht wird, muss er so schnell wie möglich an die Nordküste Spaniens reisen. Von dort soll ihn ein U-Boot abholen und nach Großbritannien zurückbringen. Jakobowsky, der mit dem Oberst in derselben polnischen Kleinstadt aufgewachsen ist, bietet diesem eine gemeinsame Flucht an, welche dieser jedoch ablehnt. Durch seine Position meint er, den Antisemiten vortäuschen zu müssen. Als Jakobowsky jedoch das letzte Automobil in Paris, einen Rolls-Royce, und Benzin auftreibt, willigt er doch ein und die drei verlassen im letzten Moment Paris.
Schnell zeigt sich, dass der Oberst, welcher das Auto fährt, nicht den geplanten Weg über Orléans einschlägt, sondern einen Abstecher nach Reims macht, um dort seine Geliebte Suzanne abzuholen. Da Reims aber schon komplett von der deutschen Armee besetzt ist, ist dies ein gefährliches Unterfangen.
Während die drei ungleichen Personen noch auf dem Weg sind, meint Suzanne Roualet den Oberst bereits gehört zu haben und öffnet voller Freude ihre Haustür. Davor steht jedoch der deutsche Major von Bergen, der im (bereits geschlossenen) Gasthaus Suzannes ein Essen bestellt. Nach der Mahlzeit wird er zudringlich, Suzanne kann ihn sich jedoch vom Leib halten, indem sie ihm von ihrem polnischen Freund erzählt, den sie als Ehemann ausgibt. Erstaunt hierüber lässt der Major von ihr ab und muss zudem aufgrund eines plötzlichen Befehls seines Vorgesetzten den Gasthof verlassen.
Wenige Minuten später erreicht die Gruppe um Jakobowsky das Gasthaus. Überglücklich fallen sich der Oberst und Suzanne in die Arme. Im Tank des Autos ist jedoch kein Benzin mehr, so dass sie sich nicht sofort wieder auf den Weg machen können. Als ein französischer Panzer vorbeifährt, erhält Jakobowsky von der Mannschaft im Tausch gegen Prokosznys polnischen Wodka genug Benzin, um weiterzufahren.
Die nun aus vier Personen bestehende Gruppe setzt ihre Flucht fort. Als das Auto an einer Brücke kurz halten muss, bekommt der Oberst von einem französischen Polizisten den Tipp, seine Uniform abzulegen, da er sonst zu leicht zu identifizieren sei. Als Prokoszny sich weigert, kommt es zum Streit mit Suzanne, die ihn wie Jakobowsky zum Ablegen der Uniform bewegen will, um die Sicherheit der Gruppe auch weiter zu gewährleisten.
Am nächsten Morgen entschuldigt sich Prokoszny bei seinen Mitfahrern für seine Schroffheit vom Vortag und geht damit den ersten Schritt auf Jakobowsky zu. Suzanne und Jakobowsky verstehen sich immer besser, was der Oberst mit Missfallen beobachtet. Am Abend wissen die vier nicht, wo sie die Nacht verbringen sollen. Jakobowsky kann ein altes Schloss „mieten“, indem er dem Verwalter weismacht, er sei von der Regierung und beauftragt, die Vorteile des Schlosses zu testen. Der etwas altertümliche Verwalter lässt sich überzeugen, als er hört, die Monarchie solle in Frankreich erneut Staatsform werden und das Schloss der Wohnsitz der Königsfamilie.
Als die Gruppe ihr Abendessen zu sich nimmt, erwähnt Suzanne, dass sie Jakobowsky für seinen Einfallsreichtum liebe, was der sturköpfige Oberst als tatsächliche Liebeserklärung deutet und wütend den Tisch verlässt. Jakobowsky will ihn zurückholen, doch Suzanne hält ihn davon ab und er gesteht ihr seine Liebe. Im Anschluss tanzen die beiden im Ballsaal des Schlosses. Plötzlich platzt Prokoszny angetrunken in die Szenerie und fordert Jakobowsky zum Fechtduell. Dieser flüchtet in den Keller, wo sich beide bei einem Gläschen aus einem dort aufbewahrten 1792er Weinfass wieder vertragen.
Derweil besetzt eine deutsche Truppe das Schloss, um es als Unterkunft zu nutzen. Wieder kann die Vierergruppe nur knapp fliehen, vorher ziehen sie aber dem völlig betrunkenen Oberst Zivilkleidung von Jakobowsky an. Außerdem näht Suzanne die Papiere des Obersts in ihren Schal ein. Kaum sind sie wieder mit dem Auto unterwegs, rammt der Oberst, der als einziger Auto fahren kann, ein Auto mit deutschen Soldaten. Sofort werden die vier verhaftet und in ein Büro der deutschen Besatzungsmacht gebracht. Dort trifft Suzanne erneut auf Major von Bergen, der annimmt, Jakobowsky sei der damals von ihr erwähnte polnische Mann. Sie stimmt zu und auch Jakobowsky spielt das Spiel mit. Jakobowsky soll seinen Geburtsort in Polen nennen, welcher dem Major bekannt vorkommt. Nach einigen Nachforschungen findet er die Akte mit dem Suchbefehl für den Oberst, der ja im gleichen Ort wie Jakobowsky geboren ist. Glücklicherweise passt die Beschreibung nicht auf Jakobowsky, so dass von Bergen von einem Zufall ausgeht. Daraufhin fragt er den Oberst, wer er sei. Dieser antwortet nicht und ist wie gelähmt, weil sich Jakobowsky für Suzannes Mann ausgegeben hat und er sich entehrt fühlt. Jakobowsky behauptet, Prokoszny sei sein Vetter. Der Major sieht das bestätigt, als er im Futter der Jacke von Szabuniewicz, die ja eigentlich Jakobowsky gehört, den Namen „Jakobowsky“ liest. Auch Szabuniewicz behauptet, ein Vetter von Jakobowsky zu sein. Der Major lässt zur Sicherheit Fotos der drei Männer anfertigen. Suzanne täuscht Sympathie für von Bergen vor und bittet ihn, ihre Begleiter freizulassen. Dieser willigt ein und gibt der Gruppe ein Pferd mit, welches das Auto ziehen soll, da der Benzintank schon wieder leer ist.
Trotz seiner Freilassung ist der Oberst sehr bedrückt, weil Suzanne seine Zuneigung offensichtlich nicht mehr benötigt. Diese versucht ihn zu trösten. Jakobowsky merkt, dass es ungeschickt wäre, die Reise weiterhin gemeinsam fortzusetzen, und macht sich zu Fuß auf den Weg zur spanischen Grenze. Schon bald trifft er auf einen Wagen freundlicher Nonnen, die ihn in ihrem Auto mitnehmen. Als Jakobowsky die Grenze erreicht, sind die Deutschen schon dabei, die Stadt zu besetzen. Er wird festgenommen und zur Untersuchung gebracht. Die Beamten halten die Fotos vom Vortag in den Händen, auf denen neben Jakobowsky der gesuchte Oberst zu sehen ist. Jakobowsky soll ihnen verraten, wo sich der Oberst aufhält und wohin er reist. Jakobowsky streitet alle Kenntnisse der Person Prokoszny ab. Daraufhin wird ihm Folter angedroht, er hat jedoch bis acht Uhr abends Bedenkzeit. Kaum hat Jakobowsky das Büro der Deutschen verlassen, hängen sich zwei deutsche Detektive an seine Fersen. Sie hoffen, dass er sie zu Oberst Prokoszny führt, doch sie irren sich. Jakobowsky setzt sich in ein Café. Er versucht, sich einen Ausweg zu überlegen. Als der Zeiger auf fünf Minuten vor acht steht, lässt er sich vom Ober ein Glas Wasser bringen, in welchem er eine kleine Giftkapsel löst.
Prokoszny hat derweil von der französischen Gestapo-Sekretärin von der Lage Jakobowskys erfahren. Da ihm inzwischen seine Zuneigung zu dem sympathischen Juden bewusst geworden ist, setzt er sich unverzüglich ins Auto und fährt zu dem kleinen Café. Er kann Jakobowsky gerade noch davon abhalten, das Gift zu trinken. Stattdessen bewegt er Jakobowsky dazu, zu ihm ins Auto zu steigen. Die Detektive nehmen die Verfolgung auf, was Jakobowsky und Prokoszny aber bewusst ist. Sie fahren zu dem Kloster der freundlichen Nonnen. Als die Dunkelheit hereingebrochen ist, öffnet sich das Tor wieder und der Wagen fährt davon. Die Deutschen nehmen die Verfolgung auf, bis sie nach einiger Zeit bemerken, dass im Auto zwei Nonnen sitzen.
Jakobowsky und der Oberst machen sich mit einem Tandem zum Strand auf, wo die Abholung durch das U-Boot am nächsten Tag erfolgen soll. Am nächsten Morgen erreichen sie die Stelle gerade noch rechtzeitig, Suzanne und Szabuniewicz warten schon auf sie. Durch die Aufnahme zweier anderer Offiziere kann das Boot jedoch nur noch zwei Personen aufnehmen. Jakobowsky möchte sich schon verabschieden, als Suzanne und der Oberst entscheiden, dass Jakobowsky ihn begleiten soll. Suzanne und Szabuniewicz befinden sich nicht in Lebensgefahr, so dass sie in Frankreich auf die Rückkehr der beiden Freunde warten wollen. Suzanne schenkt Jakobowsky zum Abschied ihren Schal und verabschiedet sich von Prokoszny mit einem innigen Kuss.
An Bord des U-Boots ist der Oberst zu Tode erschrocken: Er hat die Papiere mit den Informationen für seine Mission vergessen. Doch Jakobowsky kann ihn beruhigen, da die Papiere ja in Suzannes Schal eingenäht sind. Die beiden so unterschiedlichen Charaktere sind Freunde geworden.

## Zusatz
Durch den ganzen Film zieht sich als roter Faden das Lebensmotto Jakobowskys: „Man hat immer zwei Möglichkeiten im Leben!“ Als Gegensatz dazu ist der fanatische Oberst zu Beginn des Films davon überzeugt, dass es für einen Mann von Ehre immer nur eine Möglichkeit gibt. Die Gegenüberstellung beider Aussagen findet in der Schlüsselszene im Café statt, als Jakobowsky sich nicht sicher ist, was er tun soll und Angst vor einem vielleicht baldigen Tod durch die Deutschen hat. Doch wie sich herausstellt, gibt es selbst in dieser scheinbar ausweglosen Lage zwei Möglichkeiten.

## Kurioses
- Curd Jürgens’ Vorname wird im Filmvorspann und auf den Video- und DVD-Hüllen mit „t“, also Curt geschrieben. Dies erschien nötig, da Curd ein angloamerikanisches Wort ist und Quark bedeutet.
- Regisseur Peter Glenville hat gegen Ende des Films einen Cameo-Auftritt als britischer U-Boot-Kommandant.

## Kritiken
Der Film erfuhr eine überwiegend positive Rezeption. Die meisten Kritiker waren sich einig, dass dem Regisseur Peter Glenville mit dem Film eine gelungene Gratwanderung zwischen ernstem, tragischen Thema und satirischer Umsetzung gelungen sei. 6000 Filme schrieb im Jahre 1963: „Franz Werfels Bühnenstück in einer meisterhaften Verfilmung, die dem Ernst der Aussage und dem heiterleichten Komödienstil gleich gerecht wird. (...) Von der Filmliga in die Jahresbestliste 1958 aufgenommen. Sehenswert ab 16.“ Das Lexikon „Filme im Fernsehen“ von Adolf Heinzlmeier und Berndt Schulz gab der Filmsatire die durchschnittliche Wertung von zwei Sternen.
Das Lexikon des internationalen Films schrieb: „Die Verfilmung von Franz Werfels satirischer Komödie mit ernsthaftem Hintergrund verdankt es vor allem Danny Kayes zugleich sensibler und witziger Darstellung des Juden, daß die Grenze zur Sentimentalität kaum gestreift wird.“

## Auszeichnungen
- Danny Kaye erhielt für die Darstellung des Samuel L. Jakobowsky seinen zweiten Golden Globe als Bester Hauptdarsteller.
- Nominierung Golden Globe für die beste Komödie.
- Das Drehbuch wurde außerdem 1959 mit dem Writers Guild of America Award in der Kategorie Komödie ausgezeichnet.
- Die Evangelische Filmgilde kürte den Film im Dezember 1958 zum Film des Monats.